# Rock Creek (Ohio)
Rock Creek – wieś w Stanach Zjednoczonych, w stanie Ohio, w hrabstwie Ashtabula.